# Myriophyllum aquaticum
Myriophyllum aquaticum ((Vell.) Verdc., 1973) è una pianta appartenente alla famiglia delle Haloragaceae, originaria del Sudamerica ma presente, come specie invasiva, in un areale ben più ampio.

## Descrizione
Pianta rizomatosa acquatica, originaria del Sud America.
Ha radici carnose che si insidiano nel suolo o si aggrappano a rocce.
La pianta è inclusa nell'elenco delle specie esotiche invasive di rilevanza unionale della Unione europea.